# Örjan Persson
Pour les articles homonymes, voir Persson.
Per Örjan Persson (né le 27 août 1942 à Uddevalla en Suède) est un joueur de football international suédois, qui évoluait au poste d'attaquant.

## Biographie

### Carrière en sélection
Avec l'équipe de Suède, il joue 48 matchs (pour 7 buts inscrits) entre 1962 et 1974. Il figure dans le groupe des sélectionnés lors des Coupe du monde de 1970 et de 1974.

## Palmarès
| Dundee United - Summer Cup : - Finaliste : 1965. |  | Rangers - Championnat d'Écosse: - Vice-champion : 1967-68, 1968-69 et 1969-70. - Coupe d'Écosse: - Finaliste : 1968-69. |